# Josefina Chantre
Josefina Chantre (Paúl, Ilha de Santo Antão, 1942) combateu pelo fim do colonialismo português e pela independência da Guiné-Bissau e de Cabo Verde. Presidente da Renascença Africana – Associação das Mulheres da África Ocidental (RAMAO-CV) e fundadora da Organização de Mulheres de Cabo Verde.

## Biografia
Josefina Chantre também conhecida como Zezinha Chantre nasceu no Paúl (Ilha de Santo Antão), em 1942, numa família de dez irmãos.

## Percurso
Josefina estudou em São Vicente e, mais tarde, na década de 60 foi para Portugal, com uma bolsa do ministro do Ultramar, Adriano Moreira, onde frequentou o curso técnico de serviço social.
Josefina muda-se paga Angola onde trabalhou no Instituto de Assistência Social de Angola. Enquanto trabalhadora deste Instituto Josefina exerceu funções em musseques e bairros degradados de várias províncias e afirma que é neste momento que começou a sentir a discriminação e a injustiça social, o que a faz ganhar uma maior consciencialização política. Passado dois anos muda-se para Luanda onde se matriculou no Instituto Superior de Serviço Social de Luanda. Mais tarde, muda-se para Portugal e estuda na Escola Superior de Serviço Social, em Lisboa onde conheceu jovens que já lutavam pela luta da independência das colónias e eram membros da resistência africana.
Em 1970, Josefina vai para a Suécia, com o seu namorado de então, o moçambicano Joaquim Ribeiro Carvalho, militante da Frelimo e posteriormente para Argel com o objetivo de ir para a Tanzânia, trincheira armada da luta em Moçambique. Apesar de ter sido impedida de ir, e já conhecendo a política do PAIGC muda-se para Conacri para ajudar nos movimentos de libertação nacionais. Em Conacri, trabalha no secretariado de Amílcar Cabral e é responsavel pela comunicação trabalhando na actualização do jornal Libertação e fazendo trabalhos de rádio em crioulo do Barvalento.
Após a morte de Amílcar Cabral, Josefina é enviada com Inácio Semedo também membro do PAIGC para a Argélia, país que tinha dado apoio logístico na luta armada, na formação de camaradas do PAIGC e no apoio nas negociações de Londres, uma vez que havia  a necessidade de explicar os motivos para a morte de Amílcar Cabral. Josefina participou na luta de libertação nacional, e após a independência de Cabo Verde, dedicou a sua vida à luta pela igualdade das mulheres em Cabo Verde para onde se muda em 1980.
Josefina destaca o papel da mulher na construção de Cabo Verde afirmando que “a mulher cabo-verdiana foi duplamente colonizada: primeiro foi explorada pelo colonialista e depois pelo próprio homem”. No início da construção de um Cabo Verde independente, o partido considerava que o desenvolvimento devia ser global, contudo Josefina considerava errado esse entendimento, uma vez que mais de metade da população era constituída por mulheres e é nesta conjuntura que nasce a a primeira organização das mulheres em Cabo Verde, a Organização das Mulheres de Cabo Verde . O objetivo da organização e de Josefina era o desenvolvimento de políticas e de projetos para a igualdade de géneros, tendo em vista a construção de um país pleno de igualdade. Josefina defende ainda o reforço na educação e formação, para que as cabo-verdianas, cuja maioria labora no mercado informal, tenham acesso ao emprego digno e salários justos. Entre outros projetos desenvolveram o programa de proteção materno-infantil e planeamento familiar conhecida como PMI-PF e implementaram toda a rede de jardins infantins em Cabo Verde.
Josefina é ainda uma ativista pela disponibilização de mais informação sobre a luta de libertação nacional especialmente para consciencializar os jovens e demonstrar a contribuição das mulheres na libertação da Guiné-Bissau e de Cabo Verde.

## Vida Pessoal
Josefina foi casada com Honório Chantre, cabo-verdiano e companheiro de luta pela libertação das colónias.

## Ligações Externas
Entrevista Semanal com Josefina Chantre Fontes na TIVER24